# Confident Enterprise 83

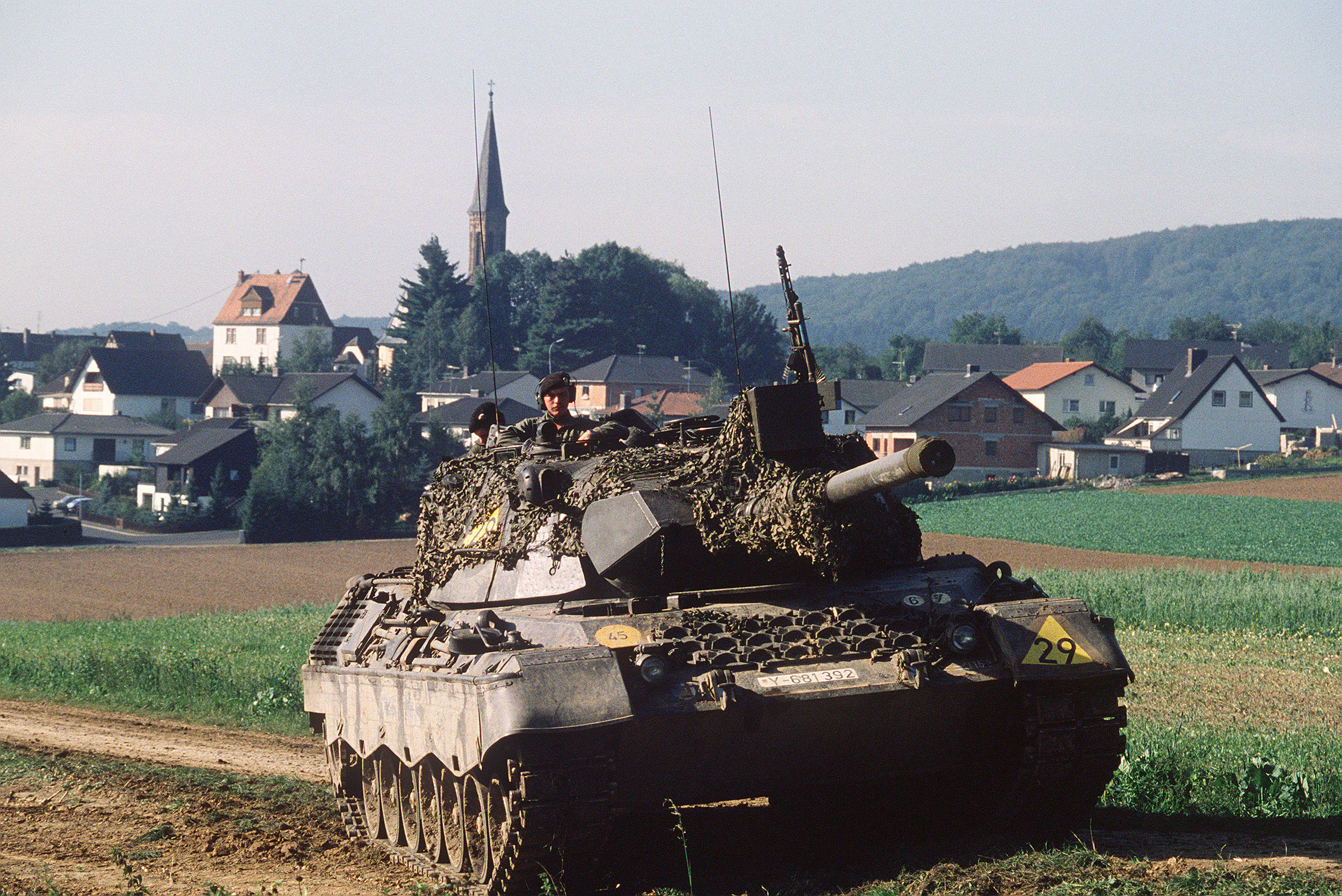
Leopard 1-Kampfpanzer des I. Zug/4. Kp/PzBtl 153 während der Übung Confident Enterprise im Jahr 1983

Confident Enterprise 83 (deutsch „vertrauensvolles Unternehmen“) / REFORGER 83 war ein deutsch und US-amerikanisches FTX -Militärmanöver der NATO in Hessen, welches im Herbst 1983 stattfand und an dem insgesamt 61.000 NATO-Soldaten teilnahmen. Confident Enterprise 83, die zur Manöverreihe Autumn Forge 83 gehörte, fand im Zusammenhang mit der Able Archer 83-Stabsrahmenübung in einem zwischen den beiden Machtblöcken geopolitisch äußerst gespannten Gesamtkontext statt.

## Truppengliederung
Die Übungstruppe BLAU setzte sich wie folgt zusammen:
- 3rd US-Armored Division
  - 23rd US-Engineer Battalion
  - 3rd Squadron/12th Cavalry Regiment, Büdingen
  - 1st Battalion/36th Infantry Regiment
- 11th US-Armored Cavalry Regiment „Black Horse“, Fulda
- 114th US-Area Support Group

Dazu kamen folgende REFORGER-Truppen BLAU:
- 3rd US-Armored Cavalry Regiment, Fort Bliss, Texas
- 1st Battalion/75th US-Infantry Battalion (350 Mann Ranger), Fort Stewart, Georgia
- 277th Maintenance Company (Army National Guard – ARNG), Georgia
- 111th Support Group (ARNG), Texas
- HHC, 240th Engineer Group (ARNG), Waterville, Maine
- 441th Chemical Detachment, Seattle, Washington
- 425th US-Transportation Brigade (Army Reserve)
  - 180. Transportation Company
- Hauptquartier des 240. US-Engineer Battalion, Waterville, Maine

ORANGE gliederte sich wie folgt:
- 8th US Infantry Division (Mech)
  - 1st Brigade, Mainz
  - 69th Armor Regiment
  - 3rd Brigade, Mannheim
  - 68th Armor Regiment
  - 12th US-Engineer Battalion
  - 1st Battalion/83rd US-Field Artillery Regiment, Baumholder
- 4th US-Infantry Division
  - 4th Brigade
- 3rd US-Armored Cavalry Regiment, Fort Hood, Texas
- Panzerbrigade 15 „Westerwaldbrigade“ (in der zweiten Woche durch Umgruppierung zu Truppe BLAU)
  - Panzerbataillon 151 (Leopard 1 A1A1)
  - Panzerbataillon 153 (Leopard 1 A1A1)
  - Panzerpionierkompanie 150
  - Panzerartilleriebataillon 155 (M109 G)
- Teile Panzerbrigade 34, Diez
  - Panzerbataillon 341, Koblenz
  - Panzerbataillon 344, Koblenz
  - Panzergrenadierbataillon 342 (SPz Marder)
- Divisionstruppen der 5. Panzerdivision

Weitere Truppenteile mit unbekannter Zuordnung:
- 130th US-Engineer Brigade
- 22nd US-Signal Brigade
- 12th US-Aviation Brigade
- 205th US-Military Intelligence Brigade

## Umfang
Confident Enterprise 83 unter der Übungsleitung des V. US-Korps fand in seinem Gesamtumfang vom 25. August bis 30. Oktober 1983 im Raum Ulrichstein, Schlitz, Bad Hersfeld, Hanau, Mainz, Mannheim, Saarbrücken, Bad Kreuznach, Koblenz, Gießen und Fulda statt. An der NATO-Übung waren 61.000 Soldaten (58.000 US-Soldaten und 3.000 Bundeswehrsoldaten), sowie 16.500 Rad- und Kettenfahrzeuge beteiligt. Des Weiteren kamen 600 Hubschrauber zum Einsatz.

## Ablauf
Als Ballungsraum von Confident Enterprise 83 diente Schlitz, Stockhausen, Altenstadt, Alsfeld, Bad Hersfeld, Lauterbach und Romsthal.
Die Verbände nutzten folgende Verfügungsräume:
- Aufmarsch der 8. US-Infanteriedivision zwischen Hanau und Fulda
- 11th US-Armored Cavalry Regiment bei Niederaula, Schlitz, Giesel, Neuhof und Großenlüder
- 3. US-Panzerdivision bei Ober-Moos, Herbstein, Lautertal, Radmühl, Gedern und Ulrichstein.

Für die Übung Confident Enterprise 83, die zeitgleich mit der niederländischen Übung „Atlantic Lion“ stattfand und an der Teile der 1st US-Cavalry Division aus Ft. Hood, Texas, teilnahmen, wurden 8.000 US-REFORGER-Soldaten aus den USA in den Übungsraum eingeflogen. Aufgabe der REFORGER-Kräfte war es, auf dem Kriegsschauplatz schnelle Reserven zu bilden und nach kurzer Vorbereitungszeit in das Kampfgeschehen einzugreifen.
Die Truppen landeten in Amsterdam-Schiphol, Brüssel, Frankfurt und Düsseldorf. während das Material nach Antwerpen, Vlissingen und Rotterdam verschifft wurde.
Der Aufmarsch des Vorauskommandos begann ab 25. August 1983, der offizielle Übungsbeginn am 19. September 1983 und das Übungsende war am 23. September 1983. Der Rückmarsch war am 30. Oktober 1983 beendet. Brückenschläge während der Übung Confident Enterprise 83 fanden über den Rhein und Main statt. Die Luftlandung in der Nacht vom 18. auf den 19. September südlich von Butzbach wurde durch das 1/75 US-Infanteriebataillon der Ranger durchgeführt. Die Ranger wurden ohne Zwischenlandung aus Ft. Stewart, Georgia, direkt nach Deutschland eingeflogen.
Im Bereich Ober-Moos, Radmühl und Birstein wurden vom 23rd US-Engineer Battalion Minensperren angelegt und die Feldgeschütze der 41th US-Field Artillery Brigade wurden mehrfach mittels CH–47 Chinook-Transporthubschrauber verlegt.
Unterstützt wurde die Heeresübung Confident Enterprise 83 durch die alliierte Luftwaffenübung „Cold Fire“.
Geübt wurde nach dem taktischen Konzept des Air-Land Battle System 2000. Betrachtet wurde das „Integrierte Schlachtfeld“ nach dem US-Field Manual 100-5 im kombinierten und mehrphasigem Einsatz konventioneller, atomarer und chemischer Waffen. Nach Abschluss des Feldmanövers führten die REFORGER-Truppen noch Schießübungen durch. Die übende Truppe war dazu angehalten, sowjetische Soxmis-Fahrzeuge (sowj.-militär. Mission) zu beobachten und zu melden.
Während des Manövers Confident Enterprise 83  wurde von der US-Army in einem Waldstück bei Hanau erstmals die Registrierung einer großen Anzahl von Gefallenen und das Ausheben von Massengräbern geübt, was später von Bundesverteidigungsminister Manfred Wörner kritisiert wurde.

## Großgerät
Eingesetztes Großgerät waren unter anderem M60 A3 Patton-Kampfpanzer, M1 Abrams, M113 MTW Transportpanzer, M88 A1, M60 AVLB (Armored Vehicle Launched Bridge) Pionierpanzer, M728 CEV Pionierpanzer, Bergepanzer M578, M109 A3-Panzerhaubitzen und CH–47 Chinook-Transporthubschrauber.

### Neuerungen
Zu dem neu eingesetzten militärischem Großgerät gehörte der AH64 Apache-Kampfhubschrauber, der UH–60 „Blackhawk“, der M1 Abrams (bereits 1982 in die Truppe eingeführt) sowie der M2/M3 Bradley-Schüzenpanzer und der MLRS-Raketenwerfer.

## Medien
- Die großen Übungen der Bundeswehr 2. DVD. Breucom-Medien, 2011, ISBN 978-3-940433-33-6.